# Ivan Mirochnitchenko
Ivan Nikolaïevitch Mirochnitchenko - en russe : Иван Николаевич Мирошниченко et en anglais : Ivan Miroshnichenko - (né le 4 février 2004 à Oussouriisk en Russie) est un joueur russe de hockey sur glace. Il évolue à la position d'attaquant.

## Biographie

### Carrière junior
Mirochnitchenko commence sa carrière junior avec le HK Vitiaz en 2015-2016. Avec le contingent des moins de 12 ans, il dispute les sélections mondiales junior, marquant 20 buts pour un total de 27 points en 9 matchs.
De la saison 2016-2017 à 2018-2019, il dispute la coupe des districts, représentant l'Équipe du Centre. Avec les moins de 14 ans, il inscrit 7 buts en 6 rencontres, son équipe se classant à la 2e place. Avec les moins de 15 ans, il comptabilise 8 points en 5 parties et l'équipe termine à la 3e place.Avec les moins de 16 ans, il marque 8 buts pour un total de 15 points en 8 rencontres et son équipe finit au 5e rang.
Lors de la saison 2018-2019, il joue le championnat des moins de 16 ans. En 25 matchs, il inscrit 36 buts pour un total de 53 points et son équipe se classe au 4e rang de la conférence moscovite. Lors des séries éliminatoires, il dispute 6 rencontres, amassant 5 points et Vitiaz termine à la 4e place. La saison suivante, il dispute 16 parties avec les moins de 17 ans, marquant 11 buts et terminant à la 2e place de la conférence. Il joue également 8 matchs de saison régulière avec les moins de 18 ans, inscrivant 10 buts et en séries éliminatoires, il comptabilise 8 buts en 8 parties. Son équipe est éliminée lors des demi-finale.
Le 29 avril 2020, il s'engage avec le Lumberjacks de Muskegon. Devant l'incertitude liée à la pandémie, il signe un contrat avec l'Avangard Omsk le 27 décembre 2020.
En 2020-2021, il joue 20 matchs pour le club-école de l'Avangard, le Omskie Iastreby qui évolue en MHL. il inscrit 5 but pour un total de 15 points et son équipe termine à la 18e place du championnat, ne parvenant pas à se qualifier pour les séries éliminatoires. La saison suivante, il dispute une seule rencontre avec Iastreby.
Le 30 juin 2021, il est sélectionné au 43e rang lors du repêchage de la LCH par le Titan d'Acadie-Bathurst.

### En club
Mirochnitchenko commence sa carrière professionnelle avec le Omskie Krylia en KHL, lors de la saison 2021-2022. Il dispute son premier match le 5 septembre 2021, une défaite 1-2 face au Iougra Khanty-Mansiïsk. Il inscrit son premier point, un but, le 7 septembre 2021, une défaite 2-4 face au Roubine Tioumen.
Le 28 février 2021, il signe une prolongation de contrat avec l'Avangard Omsk, pour une durée de trois ans.
En prévision du repêchage de 2022, la centrale de recrutement de la LNH le classe au 11e rang des espoirs européens chez les patineurs. Il est sélectionné au 20e rang par les Capitals de Washington.
En 2023, il part en Amérique du Nord et est assigné aux Bears de Hershey, club-école des Capitals dans la Ligue américaine de hockey. Le 20 décembre 2023, il joue son premier match dans la Ligue nationale de hockey avec les Capitals face aux Islanders de New York.
Il remporte la Coupe Calder 2024 avec les Bears de Hershey.

### En équipe nationale
Mirochnitchenko représente la Russie, il intègre le contingent des moins de 16 ans en 2018-2019.
Il participe aux Jeux olympiques de la jeunesse en 2020. La Russie remporte la compétition, battant les États-Unis.
Il dispute la Coupe Hlinka-Gretzky en 2021. La Russie remporte la compétition, battant en finale la Slovaquie sur le score de 7-2.
Il prend part au Championnat du monde moins de 18 ans en 2021. La Russie remporte la médaille d'argent, s'inclinant en finale face au Canada sur le score de 3-5.

## Statistiques

### En club
| Saison    | Équipe                     | Ligue   |    | Saison régulière | Saison régulière | Saison régulière | Saison régulière | Saison régulière  |                   | Séries éliminatoires | Séries éliminatoires | Séries éliminatoires | Séries éliminatoires | Séries éliminatoires |
| Saison    | Équipe                     | Ligue   | PJ | B                | A                | Pts              | Pun              | PJ                | B                 | A                    | Pts                  | Pun                  |                      |                      |
| 2015-2016 | Sélection du HK Vitiaz M12 | WSI U12 | 9  | 20               | 7                | 27               | 4                | -                 | -                 | -                    | -                    | -                    |                      |                      |
| 2016-2017 | Équipe du Centre M14       | CD M14  | 6  | 7                | 1                | 8                | 2                | -                 | -                 | -                    | -                    | -                    |                      |                      |
| 2017-2018 | Équipe du Centre M15       | CD M15  | 5  | 4                | 4                | 8                | 0                | -                 | -                 | -                    | -                    | -                    |                      |                      |
| 2018-2019 | Équipe du Centre M16       | CD M16  | 8  | 8                | 7                | 15               | 12               | -                 | -                 | -                    | -                    | -                    |                      |                      |
| 2018-2019 | HK Vitiaz M16              | LHR M16 | 25 | 36               | 17               | 53               | 71               | 6                 | 3                 | 2                    | 5                    | 4                    |                      |                      |
| 2019-2020 | HK Vitiaz M17              | LHR M17 | 16 | 11               | 7                | 18               | 16               | -                 | -                 | -                    | -                    | -                    |                      |                      |
| 2019-2020 | HK Vitiaz M18              | LHR M18 | 8  | 10               | 4                | 14               | 29               | 8                 | 8                 | 5                    | 13                   | 6                    |                      |                      |
| 2020-2021 | Omskie Iastreby            | MHL     | 20 | 5                | 10               | 15               | 2                | -                 | -                 | -                    | -                    | -                    |                      |                      |
| 2021-2022 | Omskie Krylia              | VHL     | 31 | 10               | 6                | 16               | 6                | -                 | -                 | -                    | -                    | -                    |                      |                      |
| 2021-2022 | Omskie Iastreby            | MHL     | 1  | 0                | 0                | 0                | 2                | -                 | -                 | -                    | -                    | -                    |                      |                      |
| 2022-2023 | Avangard Omsk              | KHL     | 23 | 3                | 1                | 4                | 0                | -                 | -                 | -                    | -                    | -                    |                      |                      |
| 2022-2023 | Omskie Krylia              | VHL     | 4  | 0                | 3                | 3                | 2                | -                 | -                 | -                    | -                    | -                    |                      |                      |
| 2022-2023 | Omskie Iastreby            | MHL     | 12 | 10               | 4                | 14               | 27               | 16                | 2                 | 5                    | 7                    | 4                    |                      |                      |
| 2023-2024 | Bears de Hershey           | LAH     | 47 | 9                | 16               | 25               | 13               | Saison en cours ? | Saison en cours ? | Saison en cours ?    | Saison en cours ?    | Saison en cours ?    |                      |                      |
| 2023-2024 | Capitals de Washington     | LNH     | 21 | 2                | 4                | 6                | 6                | 1                 | 0                 | 0                    | 0                    | 0                    |                      |                      |

### En équipe nationale
| Année     | Équipe     | Compétition                          |    | PJ | B  | A  | Pts | Pun       |  | Résultat |
| 2018-2019 | Russie M16 | International                        | 12 | 6  | 7  | 13 | 44  |           |  |          |
| 2020      | Russie M16 | Jeux olympiques de la jeunesse       | 4  | 6  | 6  | 12 | 2   | 1re place |  |          |
| 2019-2020 | Russie M16 | International                        | 15 | 17 | 10 | 27 | 12  |           |  |          |
| 2019-2020 | Russie M17 | International                        | 3  | 0  | 1  | 1  | 0   |           |  |          |
| 2021      | Russie M18 | Championnat du monde moins de 18 ans | 7  | 6  | 2  | 8  | 4   | 2e place  |  |          |
| 2021      | Russie M18 | Coupe Hlinka-Gretzky                 | 5  | 4  | 5  | 9  | 0   | 1re place |  |          |

## Trophées et honneurs personnels

### Coupe des District
- 2016-2017 : médaille d'argent des moins de 14 ans avec l'équipe du Centre.
- 2017-2018 : médaille de bronze des moins de 15 ans avec l'équipe du Centre.

### Jeux olympiques de la jeunesse
- 2019-2020 : médaille d'or avec la Russie.

### Championnat du monde moins de 18 ans
- 2020-2021 : médaille d'argent avec la Russie.

### Coupe Hlinka-Gretzky
- 2020-2021 : médaille d'or avec la Russie.